# Nat Young (surfeur australien)
Pour les articles homonymes, voir Nat Young et Young.
Robert Harold Young (plus connu sous le nom de Nat Young) est un surfeur professionnel et écrivain australien né le 14 novembre 1947 à Sydney.

## Biographie
Nat Young est né à Sydney mais grandit à Collaroy, où il apprend le surf. En 1964, il est finaliste aux championnats d'Australie junior de surf, et deux ans plus tard en 1966 devient champion du monde. Il remporte à nouveau ce titre en 1970.

## Publications
- Young, Nat; Bill McCausland (photographer) (1979). Nat Young’s Book of Surfing: The Fundamentals and Adventure of Board-riding. Sydney: Reed.  (ISBN 0-589-50130-5)
- Young, Nat; Craig McGregor (1983). The History of Surfing. Sydney: Palm Beach Press.  (ISBN 0-9591816-0-1)
- Young, Nat (1983). Surfing Australia’s East Coast. Sydney: Horowitz Grahame Books Pty. Ltd.
- Young, Nat (1986). Surfing & Sailboard Guide to Australia / Nat Young. Sydney: Palm Beach Press.  (ISBN 0-9591816-2-8)
- Young, Nat (1998). Nat’s Nat, and That’s That: An Autobiography. Sydney: Nymboida Press.  (ISBN 0-646-35778-6)
- Young, Nat (2001). Surf Rage, a surfers guide to turning negatives into positives. Sydney: Nymboida Press.  (ISBN 0-9585750-1-0)
- Young, Nat (2008). The complete history of surfing: from water to snow. Utah: Gibbs Smith.  (ISBN 978-1-4236-0266-8)